# Fréttablaðið
Fréttablaðið är en daglig isländsk tidning som distribueras över hela landet och är gratis. Tidningen grundades år 2001.
Tidningen trycks av mediagruppen 365 prentmiðlar som i sin tur är en del av 365 miðlar. 